# Friedrich Miescher
Johann Friedrich Miescher, né le 13 août 1844 à Bâle et mort le 26 août 1895 est un biologiste suisse.
Seconde moitié du XIXe siècle, il découvre dans le noyau des cellules une substance riche en phosphate : la nucléine. Au XXe siècle, cette substance sera identifiée et nommée acide désoxyribonucléique (ADN).

## Biographie
Il est issu d'une famille médicale renommée (son cousin Wilhelm His était un physiologiste réputé). Il étudie la médecine à Bâle et reçoit son diplôme en 1867 et s'oriente vers la recherche. Il travaille à Tübingen sous la direction notamment de Felix Hoppe-Seyler. Il isole alors des noyaux cellulaires et met en évidence la présence d'une substance non protéique et non lipidique qu'il nomme « nucléine ». Il en étudie alors les constituants et, parmi ces derniers, isole le phosphore, ce qui en fait une nouveauté en termes de biochimie. Il rédige le manuscrit de sa découverte en 1869 qui est publié deux ans plus tard dans Medicinisch-chemische Untersuchungen, revue éditée par son patron, Felix Hoppe-Seyler.
Il est nommé à la chaire de physiologie à l'université de Bâle en 1872 où il continue ses recherches sur la nucléine. Il démontre ainsi sa présence dans les spermatozoïdes de plusieurs espèces, émettant l'hypothèse de son rôle dans la transmission de l'hérédité. Il travaille également sur la reproduction et l'alimentation des saumons.
Il fonde, en 1885, l'institut d'anatomie et de physiologie de Bâle.
Il est atteint de tuberculose durant les années 1890 et en meurt à l'âge de 51 ans.